# ダニー・フィリップ
ダニー・フィリップ（英語: Danny Philip、1953年8月5日 - ）は、ソロモン諸島の政治家、外交官。2010年から2011年まで、同国の首相を務めた。
既婚で、マーガレット夫人との間に三男がいる。

## 経歴
西部州レンドバ島の町、ロクルの出身。母は急性灰白髄炎のため、生後2日でこの世を去った。1973年にベイカマ高等学校卒、1977年にフィジーのフルトン大学卒、1980年にニュージーランドのヴィクトリア大学ウェリントンに留学。英語教師、言語学者になった。
1984年から2001年まで、通算4期にわたり国会議員を務めた。選挙区は当初ヴォナ・ヴォナ＝レンドヴァ＝テテパレ選挙区だったが、1994年にサウス・ニュー・ジョージア＝レンドヴァ・テテパレ選挙区に改称された。1985年から1988年にかけ、文部相、商業・第一産業相を歴任。1989年に副首相兼内務相に就任。1992年12月に太平洋国会議員連合（APPU）主催の文化学者会議に出席するため日本を訪問、1995年にも高級実務者の招聘により訪日している。1995年から1996年、2000年7月から2001年6月にかけ外務相、1997年から改革民主党を結成する2000年まで人民保守党の党首を務めた。しかし、2001年と2006年の総選挙で続けて落選。その間、憲法改正委員会の委員などを務めた。
2010年の総選挙後、8月24日に首相に就任。首相選挙ではスティーヴ・アバナ民主党党首と対決したが、フィリップ26票、アバナ23票でわずか3票差で上回った。選挙後の勝利宣言では「まずやるべきは新しい政府を形作ることだ」と述べ、憲法改正に熱心に取り組む構えを見せた。憲法改正はフィリップ率いる改革民主党の選挙公約の柱であった。副首相にはマナセー・マエランガが就いた。
同年10月12日には夫妻で台湾を訪れ、総統府で馬英九総統と会見。両国のパートナーシップをアピールした。
5人の閣僚と7人の平議員が野党側に寝返り、内閣不信任決議案の可決が確実視された2011年11月10日、フィリップは自らの辞任を発表した。その後、11月16日に同じ「改革と発展のための国民連合」所属のゴードン・ダルシー・リロが新首相に選出されたことで、正式に首相職を辞した。平議員として政界には留まった。